# Wolfgang Bernhard Fränkel
Wolfgang Bernhard Fränkel (Bonn, 11 novembre 1795 – Elberfeld, 5 marzo 1851) è stato un medico e scrittore tedesco.

## Biografia
Partecipò alle guerre napoleoniche, a partire dal 1812 nell'esercito di Napoleone, poi come tenente nella coalizione anti-Napoleone. Successivamente studiò presso il ginnasio e l'Università di Bonn e divenne dottore in medicina nel 1824. In seguito divenne medico a Elberfeld fino alla morte. Nel 1840 si convertì alla religione cristiana. Suo figlio era il medico e professore Bernhard Fränkel.

## Opere
- Ueber die wichtigsten Gegenstände des ehelichen Lebens, Elberfeld und Barmen 1829
- Die Flechten und Ihre Behandlung, Elberfeld 1830
- Das Bekenntniss des Proselyten, das Unglück der Juden und Ihre Emancipation in Deutschland, Elberfeld 1841
- Die Unmöglichkeit der Emancipation der Juden im Christlichen Staat, Elberfeld 1841
- Die Rabbiner-Versammlung und der Reform-Verein, Elberfeld 1844